# Йорданка Юрукова
Йорданка Ніколова Юрукова — болгарська вчена, археолог, провідний фахівець країни в галузі нумізматики, професор університету, член-кореспондент Болгарської академії наук.

## Життєпис
Народилася 1936 року в Софії. У 1960 році вона закінчила «Історію» в Софійському університеті, де її викладачем був професор Тодор Герасимов. Протягом наступних 2 років ввона навчаладся у Франції, де отримала докторський ступінь.
Після повернення послідовно стала науковою співробітницею (1962), старшою науковою співробітницею II ступеня (1974) та I ступеня (1987). З 1993 по 2005 рр. була директором Археологічного інституту з музеєм при БАН. У 2008 році була обрана членом-кореспондентом Академії.
Йорданка Юрукова викладає на історичному факультеті Софійського університету, з 1974 р. як викладачка нумізматики за сумісництвом, а з 1992 р. — як професор кафедри нумізматики та сфрагістики. Між 1975 і 1997 роками вона читала лекції як викладачка за сумісництвом у Великотирновському університеті. З 1992 по 2001 рр. є директором департаменту «Археології» НБУ.
Читала лекції в Колежі де Франс і Сорбонні, в університетах Упсали, Женеви, Мюнхена, Франкфурта, Сан-Дієго.
Її наукові дослідження в галузі нумізматики. Була редакторкою (1966—1974) і головною редакторкою (з 1974) болгарського журналу «Нумізматика», а з 1974 по 2004 рр. є членом редколегії видання «Археологія».
У 2002 році проф. Юрукова обрана почесним членом Королівського нумізматичного товариства Бельгії.
Померла в Софії 31 березня 2012 року.